# Campionati europei di sollevamento pesi Vienna 1907
I Campionati europei di sollevamento pesi 1907, 12ª edizione della manifestazione, si disputarono a Vienna il 7 settembre 1907.

## Formula
La formula prevedeva tre serie di sollevamenti:
- sollevamento a strappo a una mano;
- sollevamento a distensione a due mani;
- sollevamento a slancio a due mani.

## Titoli in palio
Furono assegnati per l'ultima volta nella storia dei campionati, nella categoria "Open", senza limiti di peso.

## Risultati
| Evento | Oro         | Oro   | Argento     | Argento | Bronzo           | Bronzo |
| ------ | ----------- | ----- | ----------- | ------- | ---------------- | ------ |
| Open   | Josef Grafl | 380,5 | Alois Selos | 360,5   | Berthold Tandler | 350,5  |

## Medagliere
| Posiz. | Nazione  | Oro | Argento | Bronzo | Totale |
| ------ | -------- | --- | ------- | ------ | ------ |
| 1      | Austria  | 1   | 0       | 1      | 2      |
| 2      | Germania | 0   | 1       | 0      | 1      |
| Totale | Totale   | 1   | 1       | 1      | 3      |